# Fausto Gullo
Fausto Gullo, né le 16 juin 1887 à Catanzaro et mort le 3 septembre 1974 à Spezzano Piccolo, est un homme politique socialiste puis communiste italien.

## Biographie

### Jeunesse et études
Fausto Gullo nait à Catanzaro de Luigi Gullo et Clotilde Ranieri peu de temps avant que sa famille ne parte habiter à Cosenza où il fait des études classiques. 
En 1905, il s'inscrit à la faculté de jurisprudence de l'université de Naples - Frédéric-II et obtient son diplôme d'avocat en 1909 après avoir écrit une thèse en droit civil sur les hypothèques. Parallèlement, il devient très jeune membre du Parti socialiste italien, surtout sous l'influence du théoricien marxiste Antonio Labriola. À ce titre, il est nommé en 1907 conseiller municipal de Spezzano Piccolo (en province de Cosenza),.

### Conseiller provincial

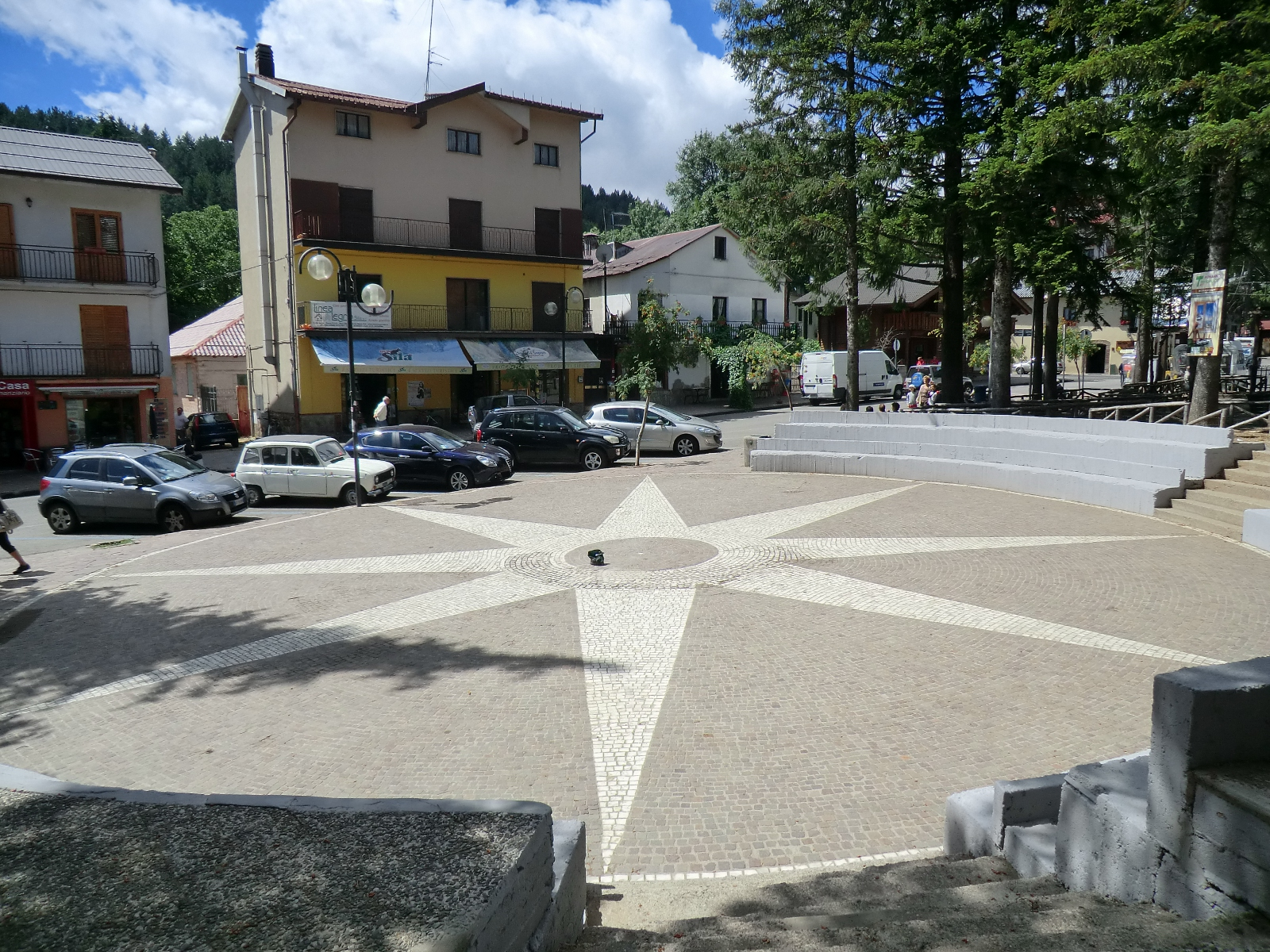
Place de Spezzano della Sila.

À la fin de ses études, il revient à Cosenza où il exerce la profession d'avocat pour faire vivre sa famille qui a des problèmes économiques. À l'été 1914, peu de temps avant le début de la Première Guerre mondiale, il se présente aux élections au conseil provincial de la Province de Cosenza où il est élu à 1042 voix contre 857 dans la circonscription de Spezzano della Sila en battant L. Tancredi, membre du Parti libéral italien, qui avait déjà été précédemment conseiller provincial. Fausto Gullo est soutenu dans son élection par les socialistes mais également par le journal anticlérical La parola repubblicana. En effet, parmi les principales idées de Fausto Gullo se trouve l'abolition de la propriété privée, la disparition des religions et des institutions monarchiques. Son programme électoral n'est pas basé sur son contraste avec celui de l'adversaire, mais sur la dénonciation des conditions de vie et d'exploitation des habitants du Mezzogiorno et surtout de ses classes sociales les plus basses,.
En 1915, il est nommé membre de l’Académie de Cosenza. Il participe également à la Première Guerre mondiale lors de laquelle il obtient le grade de lieutenant qui lui est retiré par la suite pour des raisons politiques. En 1916, il se bat au conseil provincial pour la création de taxe sur les plus riches et, en 1918, il demande l'augmentation du financement public des bibliothèques et des salaires des ouvriers réparant les routes de la province. La même année, il devient un des rédacteurs de La parola socialista, organe du parti socialiste à Cosenza. Les polémiques intérieures au parti poussent Fausto Gullo à se présenter en tant qu'indépendant aux élections provinciales de 1920, où il est de nouveau élu. Il prend ainsi la défense des paysans contre les propriétaires en 1919, et il s'oppose au rachat de la compagnie national des voies ferrées de Calabre et des Pouilles par la Société Méditerranée.
Après la guerre, bien que socialiste, il soutient activement la Fraction Communiste Abstentionniste qui était guidée par Amadeo Bordiga qu'il avait connu à l'Université de Naples. En 1921, Fausto Gullo adhère au Parti communiste italien, à peine créé lors d'un congrès à Livourne. Il se présente ainsi la même année aux élections avec l'étiquette politique de communiste. 

### Période fasciste

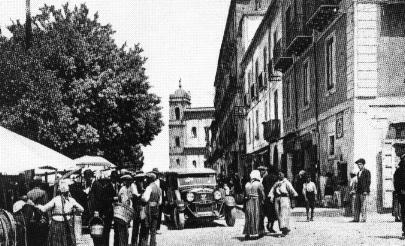
Photo de Cosenza pendant la période fasciste.

En mars 1922, il crée le journal Calabria proletaria, qui devient rapidement l'organe du parti communiste dans la région, où il laisse une place importante à la défense des paysans et à la dénonciation des fascistes dans la province de Cosenza. Quelques mois plus tard, en janvier 1923, le journal est interdit d'impression par les fascistes et Fausto Gullo est arrêté par les forces de police. En septembre 1924, il fonde l'hebdomadaire communiste L'operaio qui fait l'objet de perquisitions et de censure par les fascistes jusqu'à son interdiction par le régime de Mussolini en juillet 1925. 
Le 6 avril 1924, il est élu député du Parti communiste italien et en 1925, il est nommé Secrétaire provincial du Parti communiste. Peu de temps après, les fascistes débutent la politique du parti unique qui oblige la plupart des communistes à se réfugier dans la clandestinité. En juillet, il est donc arrêté avec l'anarchiste Antonino Malara avec l'accusation de complot contre l’État mais il est remis en liberté quelques jours plus tard. En novembre, la commission fasciste de Cosenza le condamne à l'exil politique et il est confiné à Nuoro, en Sardaigne, avec plusieurs autres antifascistes calabrais. Il ne revient à Cosenza qu'en juin 1927 où il reprend sa profession d'avocat. Clandestinement, il entretient également des rapports avec les communistes de sa région qui créent un réseau de protection des antifascistes (ainsi, entre 1941 et 1942, nombre d'entre eux partent se cacher dans la Sila). Après la révolte spontanée de Cosenza le 4 novembre 1943, Fausto Gullo est brièvement nommé préfet de la ville avant d'être remplacé par Pietro Mancini.

### Carrière ministérielle
Le 22 avril 1944, Fausto Gullo est nommé ministre de l'Agriculture et de la Forêt dans le gouvernement Badoglio II grâce au soutien de Palmiro Togliatti, l'un des fondateurs du Parti communiste italien. Il garde cette charge jusqu'à la fin du gouvernement De Gasperi I (dernier gouvernement du royaume d'Italie avant la création de la République italienne), le 13 juillet 1946. Les principales mesurent qu'il fait voter sont la concession des terres non exploitées aux paysans et leurs redistribution de manière équitable, la concession de certaines terres non exploitées à des coopératives paysannes, reprenant le décret Visocchi de septembre 1919, et différentes mesures contre l'exploitation paysanne par les grands propriétaires terriens comme la baisse des loyers et la modification des contrats de métayage.
Le 14 juillet 1946, le jour suivant la création de la République italienne et du gouvernement De Gasperi II, il est nommé ministre de la Grâce et de la Justice, charge qu'il gardera jusqu'à la fin du gouvernement De Gasperi III, le 1er juin 1947. Pendant cette période, il s'occupe surtout de la distribution des amnisties aux anciens fascistes, voulu et débuté quelques mois avant par Palmiro Togliatti. Il est également membre de diverses commissions, dont celle pour la recréation de la Chambre des députés et celle pour la limitation des droits civiques et politiques des anciens dirigeants fascistes.

### De 1946 à sa mort
De 1946 à 1968, soit pendant 22 ans, Fausto Gullo est député italien sans interruption de la circonscription de Catanzaro-Cosenza-Reggio de Calabre. Il est également nommé vice-président de la commission justice de la Ire législature de la République italienne (de mai 1948 à juin 1953).
Pendant la IIe législature de la République italienne, il est vice-président du groupe parlementaire du Parti communiste italien et fait aussi partie de la Commission Interni. Pendant la IIIe législature de la République italienne, il est membre de la commission des affaires constitutionnelles (dont il devient vice-président pendant la IV législature et la Ve législature de la République italienne), de nouveau vice-président communiste et vice-président de la commission pour les accusations constitutionnelles.
En 1947, il est nommé secrétaire du Parti communiste italien en Calabre, charge qu'il abandonne en 1949 après s'être éloigné des idées du parti. En effet, sous l'influence de Palmiro Togliatti, la politique du parti italien commençait à s'éloigner de celle du Parti communiste de l'Union soviétique, ce à quoi Fausto Gullo s'opposait en tant que fervent partisan du socialisme soviétique. De plus, il était anticlérical et le Parti communiste italien souhaitait s'allier politiquement avec le parti Démocratie chrétienne.
Fausto Gullo se retire définitivement de la vie politique en 1972 et il meurt le 3 septembre 1974, dans le hameau de Macchia à Spezzano Piccolo.

### Articles liés
- Parti communiste italien
- Palmiro Togliatti
- Cosenza
- Question méridionale